# 2010-es Australian Open

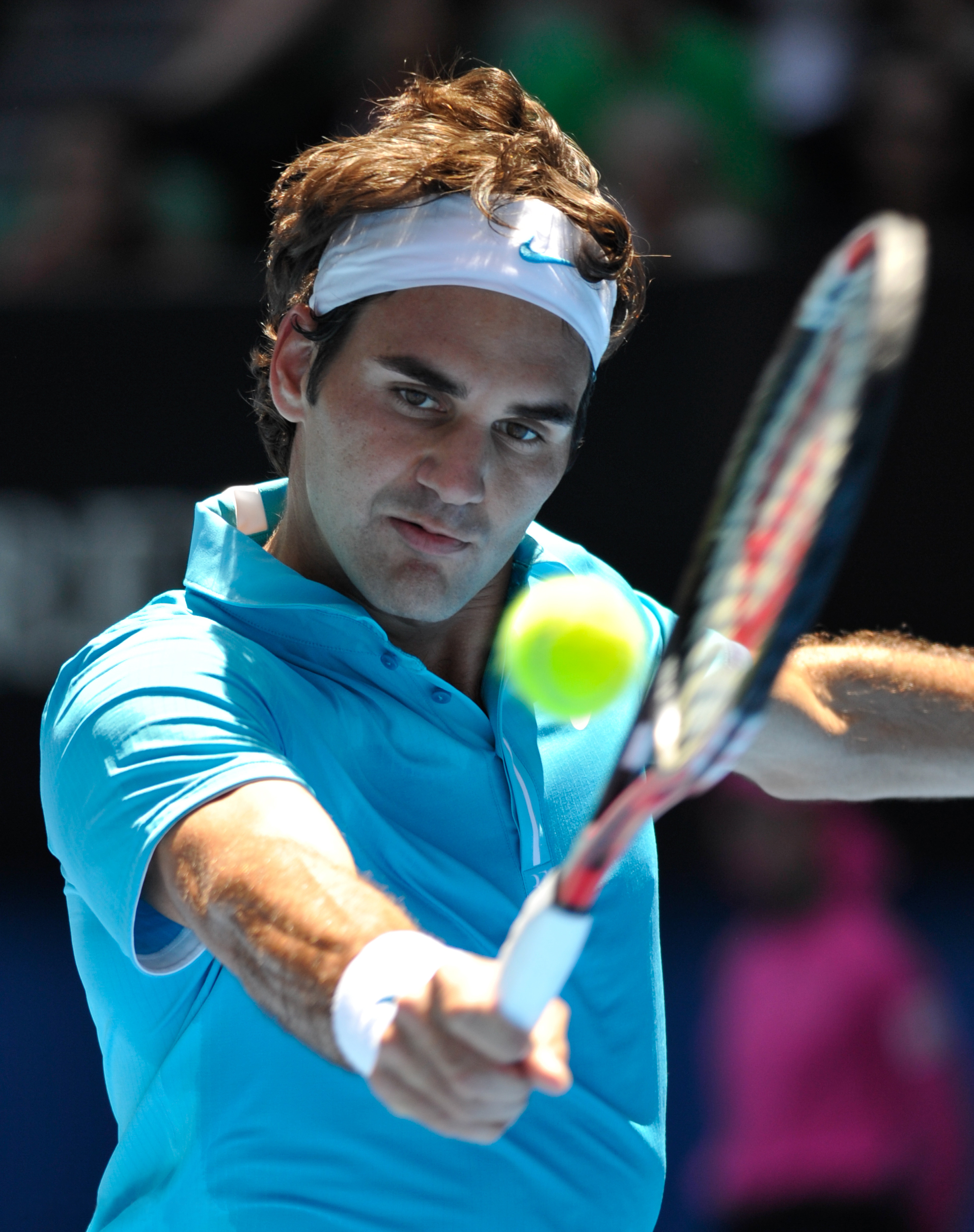
Federer negyedik alkalommal nyert az Australian Openen

A 2010-es Australian Open az év első Grand Slam-tornája, az Australian Open 98. kiadása volt. 2010. január 18. és január 31. között rendezték meg Melbourne-ben.
A férfiaknál a címvédő spanyol Rafael Nadal a negyeddöntőben esett ki. A döntőt végül Andy Murray és Roger Federer vívta, mely utóbbi játékos győzelmével ért véget.
A női címvédő amerikai Serena Williams megvédte bajnoki címét, miután a döntőben három szettes mérkőzésen legyőzte a belga Justine Henint.
Mind a férfiaknál, mind a nőknél a címvédő amerikai páros megvédte a címét. Férfiaknál a Bryan ikrek, Bob Bryan és Mike Bryan győzött, még a női mezőnyben a Williams nővérek, Serena Williams és Venus Williams arattak sikert.

## Döntők

### Férfi egyes
Roger Federer –  Andy Murray 6–3, 6–4, 7–6(11)

### Női egyes
Serena Williams –  Justine Henin 6–4, 3–6, 6–2

### Férfi páros
Bob Bryan /  Mike Bryan –  Daniel Nestor /  Nenad Zimonjić 6–3, 6–7(5), 6–3

### Női páros
Serena Williams /  Venus Williams –  Cara Black /  Liezel Huber 6–4, 6–3

### Vegyes páros
Cara Black /  Lijendar Pedzs –
 Jekatyerina Makarova /  Jaroslav Levinský 7–5, 6–3

## Juniorok

### Fiú egyéni
Tiago Fernandes –  Sean Berman, 7–5, 6–3

### Lány egyéni
Karolína Plíšková –  Laura Robson, 6–1, 7–6(5)

### Fiú páros
Justin Eleveld /  Jannick Lupescu –  Kevin Krawietz /  Dominik Schulz, 6–4, 6–4

### Lány páros
Jana Čepelová /  Chantal Škamlová –  Babos Tímea /  Gabriela Dabrowski, 7–6(1), 6–2